# أوربان الثامن
البابا أوربان الثامن (ولد باسم مافيو باربريني (بالإيطالية: Maffeo Barberini) وتعمّد في 5 أبريل 1568 وتوفي في 29 يوليو 1644) هو بابا الكنيسة الكاثوليكية بين عامي 1623 و1644. يعرف بأنه آخر بابا قام بتوسيع الأملاك البابوية بقوة السلاح، كما كان من رعاة الفن البارزين وقام بإصلاح إرساليات الكنيسة. غير أن الديون الطائلة التي تراكمت على البابوية في عصره تسببت في إضعاف خلفائه بدرجة كبيرة، حتى أنهم لم يتمكنوا من الحفاظ على تأثير البابوية السياسي والعسكري في أوروبا. في عصره حدث الخلاف الشهير مع غاليليو حيث شارك في محاكمته وكان معارضا لفكرة مركزية الشمس.

## سيرته

### مطلع حياته
وُلد في إبريل 1568، باسم مافيو باربريني، ابنًا لأنطونيو باربريني (نبيل فلورنسي) وكاميلا باربادورو. مات أبوه وهو في الثالثة من عمره، فأخذته أمه إلى روما، حيث جُعل في رعاية عمه فرانشيسكو باربريني (الكاتب الرسولي الأول). لما بلغ 16 صار خليفة عمه. تعلم في الرهبنة اليسوعية (اليسوعيين)، وحصل في 1589 على دكتوراه من جامعة بيزا.
استطاع في 1601 -بفضل عمه- أن يجعل البابا كليمنت الثامن يعيِّنه مندوبًا باباويا في محكمة هنري الرابع ملك فرنسا. في 1604 عيّنه البابا نفسه رئيسًا لأساقفة الناصرة في جنوب إيطاليا (وهو منصب كان قد توسع، فدخل فيه أيضًا منصب أسقف أبرشيتَيْ كاناي ومونتفيردي، ومقره في بارليتا). ورث ثروة عمه بعدما مات، واشترى بها قصرا في روما، وجعله مسكنًا فاخرًا كمساكن عصر النهضة.
لاحقا استعمله البابا بولس الخامس في وظيفة شبيهة، ثم رقّاه في 1606 إلى رتبة كاردينال قسيس، وعينه مندوبًا بابويًّا في بولونيا.

## البابوية

### الانتخاب البابوي
كان باربريني ممن يصلحون للباباوية، لكن سعى بعضهم للحيلولة دون انتخابه، منهم الكاردينال أوتافيو بانديني. وعلى رغم هذا أجرى الكاردينالات مفاوضات بين 29–30 يوليو، ليرَوا من سيصبح البابا بعد المجمع المغلق. كان الكاردينال لودوفيكو لودوفيسي يستبعد فرص باربريني، ما دام الأخير حليفا للكاردينال سكيبيوني بورغيزي داعما لحزبه وشيعته. في 30 يوليو ناقش لودوفيسي الكاردينالان فارنيز وميديشي وألدوبرانديني في انتخاب باربريني، فأيد الثلاثة ترشيحه، وأخذوا يستميلون آخرين، حتى انتُخب باربريني بعد نحو أسبوع. في 6 أغسطس 1623 اختِير باربريني في المجمع المغلق الباباوي خليفةً للبابا غريغوري الخامس عشر بعد موته، وسُمّي أوربان الثامن.

بُعَيد انتخابه وصفه زينون (المندوب البندقيّ) قائلا:
البابا الجديد عمره 56 سنة. وقداسته طويل أسمر، متسق الملامح، له شعر أسود داخل في الابيضاض. وهو فائق الأناقة، لا يشوب لباسه شائبة، وله مشية أرستقراطية كيّسة، وذوق رفيع ممتاز. وهو فوق ذلك متحدث ومُناظر مفوّه، يقرض الشعر ويرعى الشعراء وأهل العلم. 

### نشاطاته
شهدت بابويّة أوربان الثامن 21 عاما من حرب الثلاثين عاما (1618-1648)، وكانت حافلة بالأحداث، حتى بمعايير يومنا هذا. أعلن قداسة: إليزابيث ملكة البرتغال، وأندرو كورسيني وكونراد بياتشنزا. وأصدر مرسومين باباويين لإعلان قداسة إغناطيوس دي لويولا (مؤسس الرهبنة اليسوعية) وفرنسيس كسفاريوس (يسوعي أيضا) الذي أعلن قداستَه البابا غريغوري الخامس عشر.
كان أوربان الثامن صديقا للعالم الفلكي غاليليو، مشجعا لتعاليمه، وعلى رغم هذا استدعاه إلى روما في 1633 ليتراجع عن عمله. كان أوربان الثامن معارضا لنظرية مركزية الشمس الكوبرنيكية، وأمر بمحاكمة غاليليو ثانيةً بعد نشر كتاب «حوار حول النظامين الرئيسيين للكون» الذي عُرض فيه رأي أوربان على لسان شخصية «سيمبليتشو».
كثيرا ما ركن أوربان الثامن إلى المحسوبية، فأغنى عديدا من أفراد عائلته، حتى بدا لمعاصريه كأنه يسعى إلى تأسيس أسرة باربريني. رقّى أخاه أنطونيو مارسيلو باربريني (أنطونيو الأكبر) إلى رتبة كاردينال، ثم ابنَيْ أنطونيو: فرانشيسكو باربريني، وأنطونيو باربريني (أنطونيو الأصغر). ومنح أخاهما تاديو باربريني ألقاب: أمير بالسترينا، وحامل راية الكنيسة، وبريفيكتوس روما، وقائد سانت أنجلو. قدّر المؤرخ ليوبولد فون رانكه أن عائلة أوربان الثامن ضمت إلى ثروتها الشخصية في عهده 105 مليون سكودو إيطالي.
كان أوربان الثامن بارعا في نظم الشعر اللاتيني، وكتب مجموعة من الترانيم والآيات التوراتية المُعادة صياغتها، فاشتهرت وأُعيد طبعها مرارا.
حمى المرسوم الباباوي «كوميسيوم نوبيس» البعثات اليسوعية التبشيرية في أمريكا الجنوبية، بأنْ حظر استعباد السكان الأصليين الذين كانوا في المستوطنات اليسوعية. وفي الوقت نفسه ألغى احتكار اليسوعيين للعمل التبشيري في الصين واليابان، فاتحًا الباب فيهما أمام رهبنات وجمعيات تبشيرية أخرى.
أصدر أوربان الثامن في 1624 مرسوما باباويا بمعاقبة مستعمِل التبغ في الأماكن المقدسة بالحرمان الكنسي. وبعد مئة عام ألغى البابا بندكت الثالث عشر ذلك الحظر.

#### التطويبات وإعلانات القداسة
أعلن أوربان الثامن في باباويته قداسة 5 قديسين: ستيفن هاردينج (1623)، وإليزابيث ملكة البرتغال وكونراد بياتشنزا (1625)، وبيتر نولاسكو (1628)، وأندريا كورسيني (1629). وطوَّب 68 شخصا، منهم شهداء ناغاساكي (1627).

#### المجالس الكنسية
عيّن البابا 74 كاردينالًا في 8 مجالس كنسية، منهم أخوه أنطونيو مارسيلو، وابنا أخيه فرانشيسكو وأنطونيو، وابن عمه لورينزو ماغالوتي. وعيّن مثلهم جيوفاني باتيسته بامفيلي الذي صار خليفته في الباباوية حاملًا اسم إينوسنت العاشر.

## روابط خارجية
- أوربان الثامن على موقع الموسوعة البريطانية (الإنجليزية)
- أوربان الثامن على موقع إن إن دي بي (الإنجليزية)